# Color StyleWriter

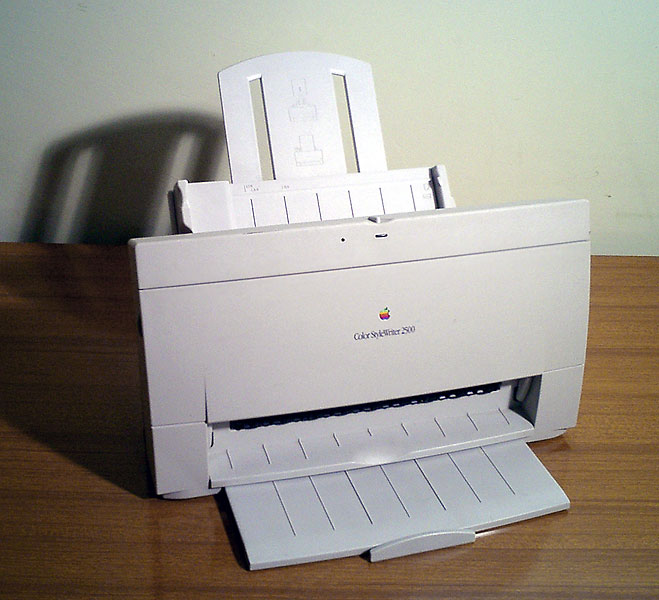
Color StyleWriter 2500

Color StyleWriter（カラースタイルライター）はApple Computerがかつて販売していたインクジェットプリンターシリーズの総称である。Color StyleWriterと呼ばれるモデルは、カラーインクジェットプリンターのシリーズのみであるが、この項では、"StyleWriter"またはその他の名称で呼ばれるモノクロインクジェットプリンターも含めて解説する。

## 概要
StyleWriterは、レーザープリンターであるLaserWriterシリーズより安価なプリンターとして、一般消費者（主にMacintoshユーザー）向けに1991年から販売される。1993年以降は、カラープリンターとしてColor StyleWriterの販売も開始されたが、業績の低迷していたAppleに復帰したスティーブ・ジョブズが事業を整理し、Apple製プリンターの販売は終了した。
本体デザインは当時のMacintoshと統一されたものとなっており、プラチナホワイトの筐体（ポータブル用プリンターのカラーリングはブラックを採用している）に、Appleのロゴマークとモデル名が目立つ位置に表示されている。Appleの純正プリンターとしてドライバも標準添付されていた。また、電源ボタンやインジケーターも最小限に抑えられており、操作性もシンプルなものとなっている。
インクジェットの方式はサーマル方式。カラープリンターのインクカートリッジはブラック・シアン・マゼンタ・イエローの4色だが、ブラックのインクタンク以外は3色1セットになっているタイプである。なお、多くのモデルはキヤノンBJプリンターのOEM製品（一部はヒューレット・パッカードDeskjetのOEM）であり、インクカートリッジなどは互換性があった。
一部のモデルはAppleとバンダイが共同開発したマルチメディア機（ゲーム機）ピピンアットマークに対応しており、文字やイラストをプリントすることが可能である。

## 製品ラインナップ

### モノクロプリンター
1991年
StyleWriter
1993年

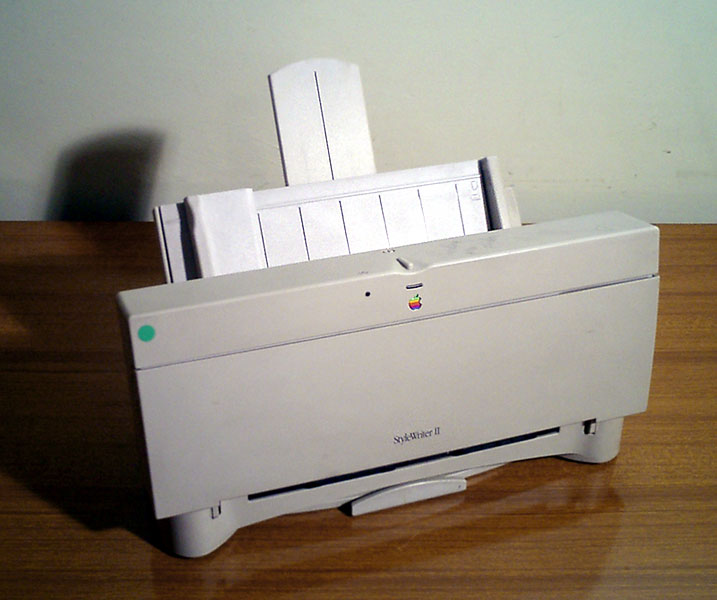
StyleWriter II
Portable StyleWriter
1995年
StyleWriter 1200

### カラープリンター

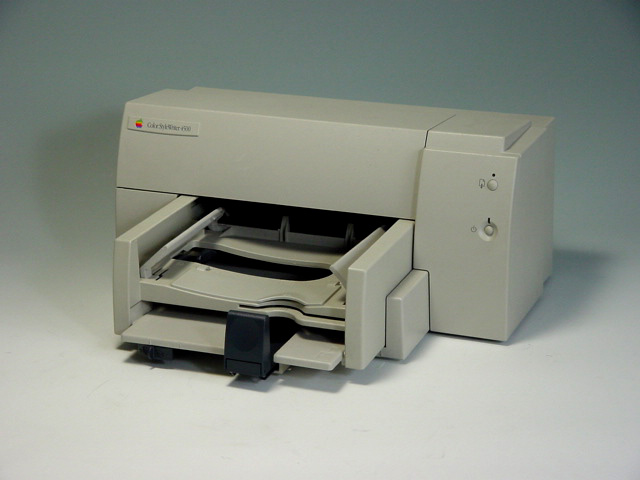
Color StyleWriter 4500

1993年
Apple Color Printer

1994年
Color StyleWriter Pro
Color StyleWriter 2400
1995年
Color StyleWriter 2200
1996年
Color StyleWriter 1500
Color StyleWriter 2500
1997年
- 下記モデルは日本では発売されていない。

Color StyleWriter 4100
Color StyleWriter 4500
Color StyleWriter 6500